# Grand-Prix-Saison 1949
In der Formel-1-Saison 1949 wurden mit den Großen Preisen von Großbritannien, Belgien, der Schweiz und von Italien, letzterer gleichzeitig auch unter dem Ehrentitel Großer Preis von Europa, vier sogenannte Grandes Épreuves ausgerichtet. Für diese Rennen kamen dabei weiterhin die Bestimmungen der vom internationalen Automobilverband FIA ursprünglich bereits für 1947 verabschiedeten Internationalen Grand-Prix-Formel bzw. Formel 1 (Rennwagen bis 1,5 Liter Hubraum mit Kompressor oder bis 4,5 Liter Hubraum ohne Kompressor; Renndistanz mindestens 300 km bzw. mindestens drei Stunden Renndauer) zur Anwendung.
Nachdem der bislang dominierende Rennstall von Alfa Romeo für diese Saison eine Rennpause eingelegt hatte, konnten mit Maserati, Lago-Talbot und Ferrari gleich drei Teams die Gelegenheit nutzen, zu Grand-Prix-Erfolgen zu kommen. Erfolgreichster Fahrer der Saison war Alberto Ascari mit zwei Siegen auf einem Ferrari 125 bei den Großen Preisen der Schweiz und von Italien, der damit endgültig seinen Durchbruch als internationaler Spitzenfahrer erreichte.

## Saisonbericht
Nachdem der für den Grand-Prix-Sport betriebene Aufwand aus finanziellen Gründen firmenintern schon eine Weile zur Diskussion gestanden hatte, fällte Alfa Romeo zu Beginn der Saison 1949 endgültig die Entscheidung, sich für ein Jahr zurückzuziehen, um sich in Ruhe auf die ab 1950 eingeführte Automobil-Weltmeisterschaft vorzubereiten. Dies war vor allem auch deswegen nötig, weil die Mannschaft nach dem Ausfall ihrer drei Top-Piloten – Achille Varzi war im Vorjahr im Training zum Großen Preis der Schweiz tödlich verunglückt, Jean-Pierre Wimille Anfang 1949 mit einem Simca-Gordini der Formel 2 bei einem Lauf zur argentinischen Temporada, und Carlo Felice Trossi war von seinem Krebsleiden bereits schwer gezeichnet und verstarb schließlich noch kurz vor Saisonbeginn – erst wieder völlig neu aufgebaut werden musste. Zudem hatte das Team, das mit seinen überragenden Alfa Romeo Tipo 158 „Alfetta“ bis dahin in zwölf Rennen in Folge unbesiegt geblieben war, nichts mehr zu beweisen und im Gegenteil angesichts der Umstände durch eine Fortsetzung des Rennbetriebs mehr zu verlieren als zu gewinnen.
Als Folge davon konnten sich für 1949 mit Maserati, Ferrari und Lago-Talbot gleich drei Rennställe Hoffnung auf einen erfolgreichen Saisonverlauf machen. Maserati hatte 1948 mit dem Maserati 4CLT/48 ein neues Grand-Prix-Modell auf die Räder gestellt, das in den Rennen ohne Beteiligung der Alfettas zunächst das Maß aller Dinge dargestellt und sich durch einen bemerkenswerten Doppelsieg durch Alberto Ascari und Luigi Villoresi gleich beim ersten Auftritt im Rennen von San Remo den ehrenvollen Beinamen Maserati San Remo verdient hatte. Das Werk beteiligte sich angesichts seiner angespannten Finanzlage jedoch normalerweise nicht direkt auf eigene Rechnung an den Rennen. Die Einsätze wurden stattdessen offiziell durch Privatrennställe, wie die Scuderia Ambrosiana, die Scuderia Enrico Platé oder die Scuderia Milan, jedoch zumeist mit Werksunterstützung durch Mechaniker vor Ort, wahrgenommen, die zum Teil notorisch unorganisiert auftraten. Mehr als nur einmal trafen die Maserati-Rennwagen erst nach Trainingsende verspätet bei den Rennveranstaltungen ein, so dass die Fahrer von ganz hinten in der Startaufstellung ins Rennen gehen und sich erst durchs gesamte Feld nach vorne arbeiten mussten. Ebenso zeichneten sich die Autos aufgrund von Verschleiß und mangelnder Wartung häufig auch durch eine chronische Unzuverlässigkeit aus und obendrein wurde das jetzt allein unter Leitung der Industriellenfamilie Orsi stehende neue Stammwerk der Firma in Modena durch einen Streik der Arbeiterschaft zu Jahresbeginn für längere Zeit lahmgelegt, was entsprechende Auswirkungen auch auf den Rennbetrieb zur Folge hatte.
Zu Beginn der Saison schienen die Aussichten jedoch noch positiv, denn mit Luigi Villoresi und Alberto Ascari (beide Scuderia Ambrosiana), sowie Giuseppe Farina (nominell als Privatfahrer) standen nicht nur die drei praktisch einzigen verbliebenen internationalen Top-Piloten zur Verfügung, der argentinische Automobilclub ACA finanzierte mit staatlicher Förderung durch das Peron-Regime auch den Einsatz zweier weiterer San-Remo-Maseratis unter der Teambezeichnung Scuderia Achille Varzi (in ehrenvoller Erinnerung an den verstorbenen Starpiloten) unter anderem für den in Europa bislang noch weitgehend unbekannten Juan Manuel Fangio, der jedoch gleich zu Saisonbeginn mit drei Siegen in unmittelbarer Folge bei den gut besetzten Rennen von San Remo, Pau und Perpignan zur allgemeinen Aufmerksamkeit umgehend klarstellte, dass noch wesentlich höhere Aufgaben auf ihn warteten.
Ebenfalls auf einem Maserati 4CLT/48 erfolgreich war Emmanuel de Graffenried, der zum einzigen Mal in seiner Karriere – und als erster Schweizer überhaupt – mit dem Britischen Grand Prix ein Grande Épreuve gewinnen konnte. Das Rennen, für das nach dem Abriss der Brooklands-Bahn und der Beschlagnahme der Rennstrecke von Donington Park durch die Militärbehörden nach langer Suche schließlich der ausrangierte Militärflugplatz von Silverstone als neue Heimat des britischen Motorsports („Home of British Motorracing“) gefunden wurde – bald darauf setzte ein wahrer Trend von Rennveranstaltungen auf und rundum von Flugfeldern in aller Welt ein – war bei seiner ersten Ausgabe allerdings auch noch hauptsächlich mit einheimischen Teilnehmern besetzt.
Im weiteren Verlauf der Saison konnte dann schließlich Farina auch den Grand Prix de Lausanne noch für Maserati gewinnen, in der Zwischenzeit hatte jedoch mehr und mehr Ferrari bereits die Oberhand gewonnen. Wegen der schon Ende 1948 zu Augenschein getretenen Unzulänglichkeiten des von Gioacchino Colombo gezeichneten Ferrari 125 GPC, dem es mit seinem relativ einfach konstruierten 1,5-Liter-V12-Motor mit Einzelaufladung und nur einer obenliegenden Nockenwelle pro Zylinderbank nicht nur gegenüber den Alfettas deutlich an Motorleistung gemangelt hatte, sondern das mit seiner, nicht zuletzt aus Gewichtsgründen gewählten schmalen Spurweite und extrem kurzen Radstand auch unter einer schlechten Gewichtsverteilung und mangelnder Straßenlage litt, hatte das Werk neben der anhaltenden Sportwagenproduktion bereits mit der Entwicklung eines verbesserten Nachfolgemodells Ferrari 125 F1 mit deutlich längerem Radstand begonnen. Vorläufig musste sich das Team jedoch mit dem Vorjahresmodell noch weiter begnügen, das immerhin durch eine überarbeitete Hinterachskonstruktion nun schon eine deutlich verbesserte Straßenlage aufwies. In die Wagen konnten wahlweise auch Austauschmotoren gleicher Grundkonstruktion mit 2 Liter Hubraum und ohne Kompressor für Einsätze in der Formel 2 eingesetzt werden, wo das in dieser Konfiguration dann Ferrari 166 genannte Modell in kurzer Zeit das Geschehen auf den Rennstrecken dominierte.
Einen regelrechten Coup landete Ferrari schließlich im Vorfeld des belgischen Grand Prix durch die Verpflichtung des eng befreundeten Fahrerduos Ascari und Villoresi, von denen vor allem der im Aufstieg begriffene Ascari bei Maserati keine längerfristige Perspektive mehr für sich gesehen hatte. Das Rennen, bei dem zum letzten Mal im Grand-Prix-Sport die Startaufstellung nicht anhand der im Training erzielten Rundenzeiten ermittelt, sondern durch nicht mehr nachvollziehbare Kriterien des Veranstalters vorgegeben wurde, nahm dann jedoch einen überraschenden Verlauf. Nachdem die beiden Ferrari zu Beginn noch klar in Führung gelegen hatten, erwiesen sich die verwendeten Reifen der belgischen Marke Englebert den Belastungen des Rennens als nicht gewachsen, so dass Villoresi und Ascari im weiteren Verlauf durch zusätzliche Boxenstopps hinter den Lago-Talbot des Franzosen Louis Rosier zurückfielen. Dessen behäbiger Grand-Prix-Typ Talbot T26C mit seinem genügsamen 4,5-Liter-Saugmotor konnte im Gegensatz dazu das Rennen sogar auch ganz ohne Tank- oder Reifenstopp durchstehen und so, in ähnlicher Weise wie zuvor Louis Chiron beim französischen Grand Prix von 1947, erneut einen aufsehenerregenden Überraschungserfolg für die französische Rennwagenmarke landen. Der Talbot T26C, von dem in der Zwischenzeit acht Exemplare an die zahlende Kundschaft ausgeliefert worden waren, stellte dabei den genauen Gegenpol zu Maserati dar. Die Autos wirkten langsam und behäbig, waren jedoch sehr zuverlässig und vergleichsweise auch sehr sparsam im Verbrauch, ideale Eigenschaften für die anvisierte Zielgruppe der zahlreichen Privatfahrer.
Beim nachfolgenden Großen Preis der Schweiz kam es dann auch endlich zum bereits erwarteten ersten Grand-Prix-Erfolg der noch jungen Marke Ferrari, der gleichzeitig auch der erste in einer langen Reihe von Siegen für Ascari war. Villoresi, der das Rennen lange Zeit geführt hatte, bis er wegen einer falsch kalkulierten Treibstoffmenge kurz vor Schluss noch einmal tanken musste, konnte aber dieses Mal dennoch die beiden Lago-Talbots der Grand-Prix-Veteranen Raymond Sommer und Philippe Étancelin in Schach halten. Im Rennen von Reims-Gueux, das in diesem Jahr unter dem etwas irreführenden Titel als Grand Prix de France ausgetragen wurde – der eigentliche Große Preis von Frankreich, der Grand Prix de l’ACF war in diesem Jahr vorsichtshalber wieder einmal als Sportwagenrennen ausgeschrieben, um nach dem Alfa-Romeo-Erfolg im Vorjahr dieses Mal den Sieg einer französischen Automobilmarke auch wirklich sicherzustellen – musste Ferrari mit Villoresi als einzigem Vertreter früh mit einem technischen Defekt die Segel streichen, so dass Lago-Talbot durch Louis Chiron sogar noch einmal zu einem weiteren Saisonsieg in einem bedeutenden Rennen kam.
Ferrari war im Anschluss dann wieder mit Villoresi beim erstmals international ausgeschriebenen Großen Preis von Zandvoort (im Vorjahr hatte es sich noch um eine Gastveranstaltung des britischen Automobilclubs gehandelt) wie auch noch einmal mit Ascari bei der International Trophy in Silverstone erfolgreich. Im Rennen von Lausanne musste Villoresi dagegen Farina den Vortritt lassen, nachdem sich beide praktisch die gesamte Saison hindurch packende Zweikämpfe geliefert hatten, die jedoch regelmäßig mit technischen Defekten am Maserati zu Ende gegangen waren.
Rechtzeitig zum Heim-Grand-Prix, der erstmals nach dem Krieg wieder an seinen angestammten Austragungsort im Autodrom von Monza zurückkehrte, hatte Ferrari dann das neue Modell Ferrari 125 F1 mit dem neu konstruiertem DOHC-Motor mit Zweistufen-Aufladung und gegenüber dem Vormodell deutlich verlängertem Radstand einsatzbereit. Im Vorfeld des Rennens hatte es noch ein politisches Theaterspiel gegeben, nachdem Enzo Ferrari angedroht hatte, mit seinem Team keine Rennen in Italien mehr zu bestreiten. Der italienische Automobilclub ACI stellte daraufhin umgehend eine stattliche Summe als finanzielle Unterstützung in Aussicht, so das Ferrari seinen Entschluss schließlich doch noch einmal überdachte. Laut Ausschreibung galten die Bedingungen jedoch für jeden italienischen Hersteller, der beim Heimrennen mit zwei Exemplaren eines neuen Grand-Prix-Modells aufwarten konnte. Dies hatte daraufhin auch die Scuderia Milan dazu veranlasst, an ihren Maseratis eine Reihe von Modifikationen vorzunehmen, um sie als Eigenkonstruktionen unter der Markenbezeichnung Milano zu präsentieren. Das Rennen selbst war dann aber wieder eine klare Angelegenheit für Ferrari und Ascari, der nach dem Ausfall Villoresis seinen zweiten Grand-Prix-Sieg in Folge erringen konnte und damit endgültig seinen Durchbruch als internationaler Spitzenpilot erzielte.
Zum Saisonende machte der Grand-Prix-Zirkus schließlich sogar einen Abstecher hinter den noch nicht ganz so dichten Eisernen Vorhang zum Großen Preis der Tschechoslowakei auf dem klassischen Straßenkurs des Masaryk-Rings in Brünn, der mit einem Sieg des britischen Ferrari-Kunden Peter Whitehead zu Ende ging.

## Rennkalender

### Grandes Épreuves
|   | Datum  | Rennen                                             | Strecke                      | Sieger                           | Statistik |
| - | ------ | -------------------------------------------------- | ---------------------------- | -------------------------------- | --------- |
| 1 | 15.05. | Großer Preis von Großbritannien                    | Silverstone Circuit          | Toulo de Graffenried (Maserati)  | Statistik |
| 2 | 30.05. | Indianapolis 500                                   | Indianapolis Motor Speedway  | Bill Holland (Deidt-Offenhauser) | Statistik |
| 3 | 19.06. | Großer Preis von Belgien                           | Circuit de Spa-Francorchamps | Louis Rosier (Talbot-Lago)       | Statistik |
| 4 | 03.07. | Großer Preis der Schweiz                           | Bremgarten-Rundstrecke       | Alberto Ascari (Ferrari)         | Statistik |
| 5 | 17.07. | Großer Preis von Frankreich                        | Circuit de Reims-Gueux       | Louis Chiron (Talbot-Lago)       | Statistik |
| 6 | 11.09. | Großer Preis von Italien (Großer Preis von Europa) | Autodromo Nazionale Monza    | Alberto Ascari (Ferrari)         | Statistik |

### Weitere Rennen
| Datum  | Rennen                                                            | Strecke                           | Sieger                             | Statistik |
| ------ | ----------------------------------------------------------------- | --------------------------------- | ---------------------------------- | --------- |
| 30.01. | Gran Premio del General Juan Perón y de la Ciudad de Buenos Aires | Circuito Palermo                  | Alberto Ascari (Maserati)          |           |
| 06.02. | Gran Premio de Eva Duarte Perón                                   | Circuito Palermo                  | Oscar Alfredo Gálvez (Alfa Romeo)  |           |
| 13.02. | Großer Preis von Rosario                                          | Rosario                           | Giuseppe Farina (Ferrari)          |           |
| 27.02. | Großer Preis von Mar del Plata                                    | El Torreon                        | Juan Manuel Fangio (Maserati)      |           |
| 20.03. | Großer Preis von Bell Ville                                       | Bell Ville                        | Oscar Alfredo Gálvez (Alfa Romeo)  |           |
| 20.03. | Großer Preis von Interlagos                                       | Autodromo José Carlos Pace        | Luigi Villoresi (Maserati)         |           |
| 27.03. | Grande Prêmio da Cidade de Rio de Janeiro                         | Circuito da Gávea                 | Luigi Villoresi (Maserati)         |           |
| 03.04. | Gran Premio di San Remo                                           | Circuito di Ospedaletti           | Juan Manuel Fangio (Maserati)      | Statistik |
| 18.04. | Grand Prix de Pau                                                 | Circuit de Pau-Ville              | Juan Manuel Fangio (Maserati)      | Statistik |
| 18.04. | Richmond Grand Prix                                               | Goodwood Circuit                  | Reg Parnell (Maserati)             |           |
| 24.05. | Grand Prix de Paris                                               | Autodrome de Linas-Montlhéry      | Philippe Étancelin (Talbot-Lago)   | Statistik |
| 28.04. | Jersey Road Race                                                  | Saint Helier Circuit              | Bob Gerard (ERA)                   | Statistik |
| 08.05. | Grand Prix de Roussillon                                          | Circuit des Platanes de Perpignan | Juan Manuel Fangio (Maserati)      | Statistik |
| 15.05. | Großer Preis von Luxemburg                                        | Findel                            | Luigi Villoresi (Ferrari)          | Statistik |
| 22.05. | Grand Prix de Marseille                                           | Parc Borély                       | Juan Manuel Fangio (Simca-Gordini) |           |
| 22.05. | Preis der Ostschweiz                                              | Erlen                             | Toulo de Graffenried (Maserati)    | Statistik |
| 26.05. | British Empire Trophy                                             | Douglas Circuit                   | Bob Gerard (ERA)                   | Statistik |
| 29.05. | Großer Preis von Schweden                                         | Skarpnäck Grand Prix Circuit      | Prinz Bira (Maserati)              | Statistik |
| 05.06. | Grand Prix des Frontières                                         | Circuit de Chimay                 | Guy Mairesse (Talbot-Lago)         | Statistik |
| 10.07. | Grand Prix d’Albi                                                 | Circuit des Planques              | Juan Manuel Fangio (Maserati)      | Statistik |
| 31.07. | Großer Preis von Zandvoort                                        | Circuit Park Zandvoort            | Luigi Villoresi (Ferrari)          | Statistik |
| 20.08. | Daily Express International Trophy                                | Silverstone Circuit               | Alberto Ascari (Ferrari)           | Statistik |
| 27.08. | Grand Prix de Lausanne                                            | Lausanne                          | Giuseppe Farina (Maserati)         |           |
| 18.09. | Großer Preis von Australien                                       | Leyburn                           | John Crouch (Delahaye)             | Statistik |
| 25.09. | Großer Preis der Tschechoslowakei                                 | Masaryk-Ring                      | Peter Whitehead (Ferrari)          | Statistik |
| 09.10. | Grand Prix du Salon                                               | Autodrome de Linas-Montlhéry      | Raymond Sommer (Talbot-Lago)       | Statistik |
| 18.12. | Gran Premio del General Juan Perón y de la Ciudad de Buenos Aires | Circuito Palermo                  | Alberto Ascari (Ferrari)           |           |

## Rennergebnisse

### Grandes Épreuves

#### Großer Preis von Großbritannien
| Platz | Fahrer               | Team        | Zeit         |
| ----- | -------------------- | ----------- | ------------ |
| 1     | Toulo de Graffenried | Maserati    | 3:52.50,2 h  |
| 2     | Bob Gerard           | ERA         | + 1.05,2 min |
| 3     | Louis Rosier         | Talbot-Lago | + 1 Runde    |
| PP    | Luigi Villoresi      | Maserati    | 2.09,8 min   |
| SR    | Prinz Bira           | Maserati    | 2.10,4 min   |

Beim Großen Preis von Großbritannien in Silverstone am 14. Mai 1949 feierte der Schweizer Toulo de Graffenried seinen einzigen Grand Prix Sieg.

#### Großer Preis von Belgien
| Platz | Fahrer          | Team        | Zeit         |
| ----- | --------------- | ----------- | ------------ |
| 1     | Louis Rosier    | Talbot-Lago | 3:15.17,7 h  |
| 2     | Luigi Villoresi | Ferrari     | + 49,5 s     |
| 3     | Alberto Ascari  | Ferrari     | + 4.10,7 min |
| PP    | Luigi Villoresi | Ferrari     | 2.09,8 min   |
| SR    | Giuseppe Farina | Maserati    | 5.19 min     |

Beim Großen Preis von Belgien in Spa-Francorchamps am 19. Juni 1949 siegte der französische Privatfahrer Rosier mit einer Vorkriegskonstruktion.

#### Großer Preis der Schweiz
| Platz | Fahrer          | Team        | Zeit         |
| ----- | --------------- | ----------- | ------------ |
| 1     | Alberto Ascari  | Ferrari     | 1:59.24,6 h  |
| 2     | Luigi Villoresi | Ferrari     | + 56,6 s     |
| 3     | Raymond Sommer  | Talbot-Lago | + 1.06,7 min |
| PP    | Giuseppe Farina | Maserati    | 2.50,4 min   |
| SR    | Giuseppe Farina | Maserati    | 2.52,2 min   |

Beim Großen Preis der Schweiz in Bremgarten bei Bern am 3. Juli 1949 feierte Ferrari mit Ascari und Villoresi einen Doppelsieg.

#### Großer Preis von Frankreich
| Platz | Fahrer          | Team        | Zeit        |
| ----- | --------------- | ----------- | ----------- |
| 1     | Louis Chiron    | Talbot-Lago | 3:06.33,7 h |
| 2     | Prinz Bira      | Maserati    | + 17,6 s    |
| 3     | Peter Whitehead | Ferrari     | + 48,5 s    |
| PP    | Luigi Villoresi | Ferrari     | 2.42,0 min  |
| SR    | Peter Whitehead | Ferrari     | 2.46,2 min  |

Louis Chiron konnte beim Großen Preis von Frankreich in Reims am 17. Juli 1949 seinen letzten großen Erfolg feiern.

#### Großer Preis von Italien / von Europa
| Platz | Fahrer             | Team        | Zeit        |
| ----- | ------------------ | ----------- | ----------- |
| 1     | Alberto Ascari     | Ferrari     | 2:58.53,6 h |
| 2     | Philippe Étancelin | Talbot-Lago | + 1 Runde   |
| 3     | Prinz Bira         | Maserati    | + 3 Runden  |
| PP    | Alberto Ascari     | Ferrari     | 2.05,0 min  |
| SR    | Alberto Ascari     | Ferrari     | 2.06,8 min  |

Beim Großen Preis von Italien in Monza am 11. September 1949 feierte Alberto Ascari auf Ferrari einen deutlichen Sieg.

### Weitere Rennen

#### Gran Premio di San Remo
| Platz | Fahrer               | Team       | Zeit         |
| ----- | -------------------- | ---------- | ------------ |
| 1     | Juan Manuel Fangio   | Maserati   | 3:01.28.6 h  |
| 2     | Prinz Bira           | Maserati   | + 59.2 s     |
| 3     | Toulo de Graffenried | Alfa Romeo | + 1 Runde    |
| PP    | Juan Manuel Fangio   | Maserati   | 1.24,922 min |
| SR    | Prinz Bira           | Maserati   | 1.56,0 min   |

Beim Gran Premio di San Remo am 3. April 1949 sorgte Juan Manuel Fangio mit einem Sieg für Aufsehen. Es war das erste Rennen des 37-jährigen Argentiniers in Europa.

#### Großer Preis der Niederlande
| Platz | Fahrer               | Team     | Zeit                                |
| ----- | -------------------- | -------- | ----------------------------------- |
| 1     | Luigi Villoresi      | Ferrari  | 1:21.06,9 h                         |
| 2     | Toulo de Graffenried | Maserati | + 30,3 s                            |
| 3     | Prinz Bira           | Maserati | + 41,9 s                            |
| PP    | Luigi Villoresi      | Ferrari  | Schnellster der Ausscheidungsrennen |
| SR    | Reg Parnell          | Maserati | 1.58,7 min                          |

Erstmals wurde ein Grand Prix in den Dünen von Zandvoort bei Amsterdam ausgetragen. Die Strecke war zum Teil auf gesprengten Bunkeranlagen der Deutschen errichtet worden. Das Rennen am 31. Juli 1949 gewann Luigi Villoresi im Ferrari.

#### Großer Preis der Tschechoslowakei
| Platz | Fahrer                                       | Team           | Zeit         |
| ----- | -------------------------------------------- | -------------- | ------------ |
| 1     | Peter Whitehead                              | Ferrari        | 2:48.41,0 h  |
| 2     | Philippe Étancelin                           | Talbot-Lago    | + 33,6 s     |
| 3     | Franco Cortese                               | Ferrari        | + 4.49,4 min |
| PP    | Prinz Bira                                   | Maserati       | gelost       |
| SR    | ex aequo Prinz Bira und Toulo de Graffenried | beide Maserati | 8.03,0 min   |

In der Tradition der großen Vorkriegsrennen wurde auf dem Masaryk-Ring in Brünn am 25. September 1949 erneut der Grand Prix der Tschechoslowakei ausgetragen.
Viele bekannte Fahrer hatten wegen der kommunistischen Machtübernahme das Rennen boykottiert, und es war das letzte Mal, dass Grand-Prix-Boliden auf der langen Straßenstrecke antraten.